# Jens Fiedler (Handballspieler)
Jens Fiedler (* 19. Oktober 1966 in Zwickau) ist ein deutscher Handballspieler und -trainer.
Der 1,84 Meter große Fiedler spielte beim SC Magdeburg, dem SV Irxleben und der SV Eiche 05 Biederitz.
Im Aufgebot der Männer-Handballnationalmannschaft der DDR spielte Jens Fiedler bei Olympia 1988, wo er in sechs Spielen für die Mannschaft der DDR auflief und zwei Tore erzielte.
Als Spielertrainer betreute er die Mannschaft des SV Eiche 05 Biederitz (2009).